# Arzachel (månekrater)
Arzachel er et forholdsvis ungt nedslagskrater på Månen. Det ligger i højlandet i det sydligt-centrale område på Månens forside, tæt på nulmeridianen (centrum for Månens forside). Det er opkaldt efter den arabiske matematiker og astronom al-Zarqali (1028-1087).
Navnet blev officielt tildelt af den Internationale Astronomiske Union (IAU) i 1935. 
Krateret observeredes første gang i 1645 af Johannes Hevelius.

## Omgivelser
Krateret ligger syd for Alphonsuskrateret, og sammen med Ptolemaeuskrateret længere mod nord danner disse tre en iøjnefaldende linje af kraterer øst for Mare Nubium. Det mindre Alpetragiuskrater ligger mod nordvest, og Thebitkrateret ligger i sydvestlig retning langs kanten af maret. Et rillesystem ved navn Rimae Arzachel strækker sig fra den nordlige væg til den sydøstlige rand.

## Karakteristika
Arzachel har bemærkelsesværdig klar struktur og er derfor et favoritkrater at betragte i teleskop for viderekomne amatørastronomer. Randen viser kun få tegn på nedslidning og har detaljerede terrasser på den indre side, især ved den lidt højere østlige rand. Der er en ru ydre vold, som slutter sig til den højderyg, som strækker sig fra den nordlige rand til den sydlige rand af Alphonsuskrateret.
Den forrevne centrale top i Arzachel er fremtrædende og rejser sig 1,5 km over kraterbunden lidt forskudt i vestlig retning med en buet kurve fra syd til nord-nordøst. Kraterbunden er ret flad, bortset fra nogle uregelmæssigheder i kraterets sydvestlige kvadrant. Et lille krater ligger fremtrædende i bunden øst for den centrale top, med et par småkrater liggende tæt ved.

## Satellitkratere
De kratere, som kaldes satellitter, er små kratere beliggende i eller nær hovedkrateret. Deres dannelse er sædvanligvis sket uafhængigt af dette, men de får samme navn som hovedkrateret med tilføjelse af et stort bogstav. På kort over Månen er det en konvention at identificere dem ved at placere dette bogstav på den side af satellitkraterets midte, som ligger nærmest hovedkrateret. Arzachelkrateret har følgende satellitkratere:
| Arzachel | Længde  | Bredde | Diameter |
| -------- | ------- | ------ | -------- |
| A        | 18,0° S | 1,5° V | 10 km    |
| B        | 17,0° S | 2,9° V | 8 km     |
| C        | 17,4° S | 3,7° V | 6 km     |
| D        | 20,2° S | 2,1° V | 8 km     |
| H        | 18,7° S | 2,0° V | 5 km     |
| K        | 18,3° S | 1,6° V | 4 km     |
| L        | 20,0° S | 0,1° Ø | 8 km     |
| M        | 20,6° S | 0,9° V | 3 km     |
| N        | 20,4° S | 2,2° V | 3 km     |
| T        | 17,7° S | 1,3° V | 3 km     |
| Y        | 18,2° S | 4,3° V | 4 km     |

## Måneatlas
- Billeder af Arzachelkrateret i LPI-måneatlasset